# اندرو نیل
اندرو فرگوسن نیل (به انگلیسی: Andrew Ferguson Neil)(زاده ۲۱ مه ۱۹۴۹) روزنامه‌نگار و مجری تلویزیون اهل اسکاتلند است. وی درحال حاضر به‌عنوان سردبیر روزنامه اسپکتیتر و همچنین اجراکننده برنامه سیاسی اندرو نیل شو در چنل ۴ فعالیت دارد. او بین سال‌های ۱۹۸۳ تا ۱۹۹۴ به‌عنوان سردبیر ساندی تایمز فعالیت داشت. نیل همچنین به مدت ۲۵ سال برنامه‌های مختلف سیاسی را برای بی‌بی‌سی اجرا می‌کرد.
اندرو نیل در شهر پیزلی در رنفروشر اسکاتلند به دنیا آمد. او در یک مدرسه دولتی در پیزلی تحصیل کرد و سپس برای آموزش عالی به دانشگاه گلاسگو رفت. او در سال ۱۹۷۳ به‌عنوان تحلیل‌گر سیاسی در روزنامه اکونومیست استخدام شد و رسماً حرفه روزنامه‌نگاری خود را آغاز کرد.
اندرو نیل در سال ۱۹۸۳ به وسیله روپرت مرداک به عنوان سردبیر ساندی تایمز منصوب شد و تا سال ۱۹۹۴ این مقام را حفظ کرد. پس از ترک ساندی تایمز، وی به‌عنوان یک روزنامه‌نگار ارشد در دیلی میل مشغول به کار شد. او همزمان در زمینه تلویزیونی نیز فعال بود و در سال ۱۹۸۸ در بنیان‌گذاری اسکای نیوز، نخستین شبکه خبری متعلق به روپرت مرداک مشارکت داشت و مدت کوتاهی به‌عنوان رئیس این شبکه مشغول به خدمت بود.
اندرو نیل در سال ۱۹۹۵ به بی‌بی‌سی پیوست و به مدت ۲۵ سال برنامه‌های متنوع خبری-سیاسی را برای بی‌بی‌سی وان به روی آنتن برد. وی پس از جدا شدنش از بی‌بی‌سی، به‌عنوان سردبیر به تلویزیون خبری تازه تأسیس جی‌بی نیوز (GB News) پیوست اما در سپتامبر ۲۰۲۱ پس از نارضایتی از سیاست‌های راست افراطی و ارتجاعی این شبکه از آن جدا شد. نیل در سال ۲۰۲۲ برنامه تلویزیونی جدید خود تحت عنوان اندرو نیل شو را برای چنل ۴ به روی آنتن برد و در حال حاضر به‌عنوان مجری این برنامه و همچنین سردبیر روزنامه راست‌گرای اسپکتیتر فعالیت دارد.

## زندگی شخصی
نیل ساکن فرانسه است و خانه‌هایی نیز در لندن و نیویورک دارد. نیل در ۸ اوت ۲۰۱۵با سوزان نیلسون ازدواج کرد.
نیل، جنیفر آرکوری تاجر آمریکایی را به دلیل ادعاهایی که در توییتر مبنی بر مرتبط کردن نیل به فساد کرده بود و همچنین سایر کاربران توییتر که او را در حال حاضر حذف شده، تأیید کرده‌اند، تهدید کرده است. نیل پس از تماشای گومورا (مجموعه تلویزیونی) خود را متخصص موسیقی رپ ایتالیایی می‌داند.